# USS Fort Lauderdale (LPD-28)
El USS Fort Lauderdale (LPD-28) es un amphibious transport dock de la clase San Antonio en servicio con la Armada de los Estados Unidos.

## Construcción

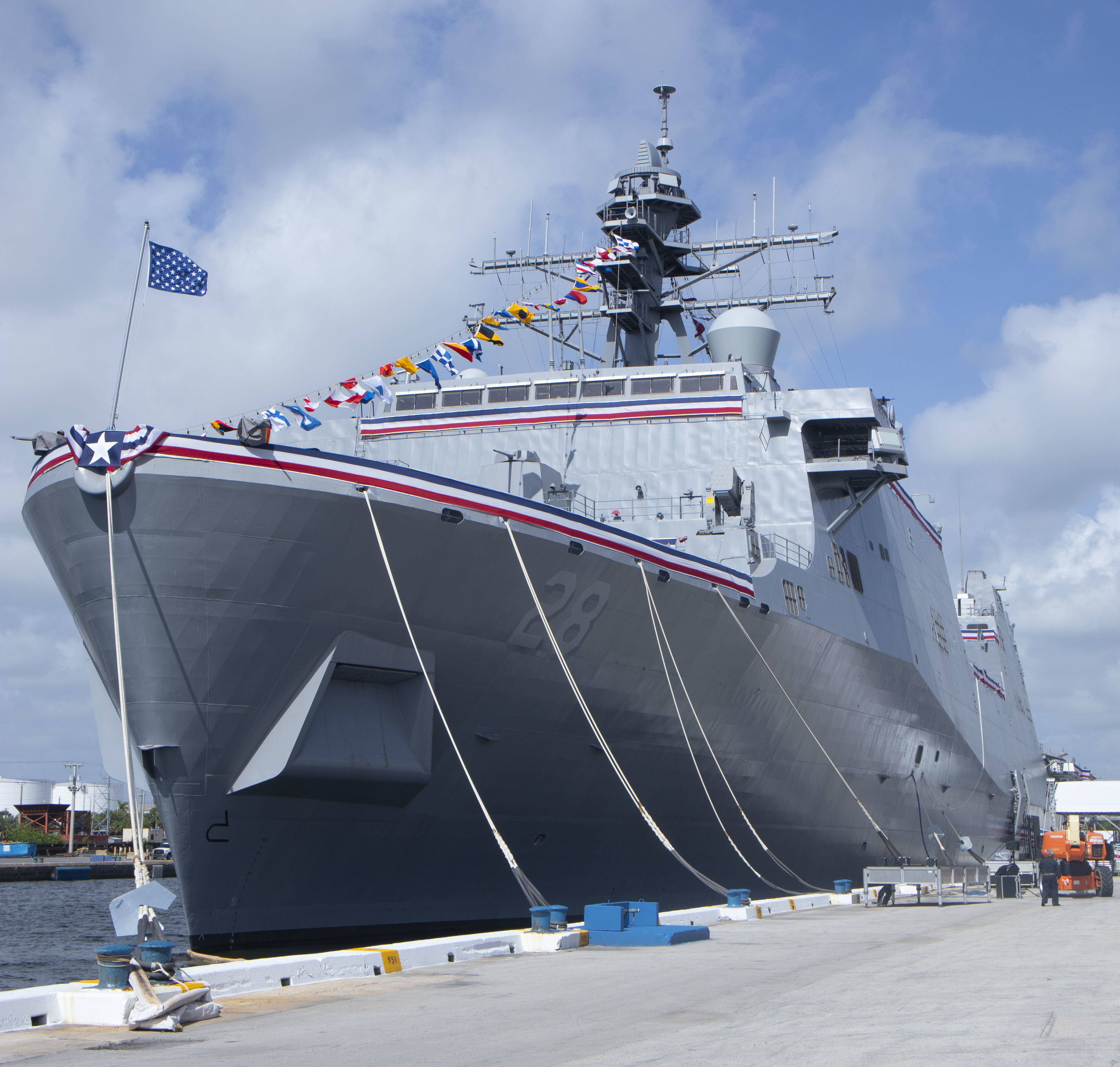
El USS Fort Lauderdale antes de su ceremonia de puesta en servicio en el año 2022.

Fue construido por Huntington Ingalls Industries de Pascagoula, Misisipi. Fue botado el 20 de marzo de 2020. Entró en servicio con la Armada el 31 de julio de 2022 y su apostadero será la base naval de Norfolk, Virginia. Su nombre USS Fort Lauderdale está impuesto en honor a Fort Lauderdale, Florida.